# Carl Frederik Bricka

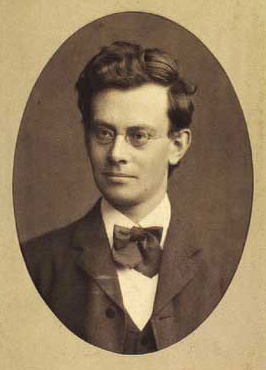
Carl Frederik Bricka 1883

Carl Frederik Bricka (geboren am 10. Juli 1845 bei Vesterbro; gestorben am 23. August 1903 in Kopenhagen) war ein dänischer Historiker, Biograf und Archivar. Er war zudem der Herausgeber des Dansk biografisk Leksikon.

## Leben
Brickas Vater Frederik Vilhelm Theodor Bricka (1809–1879) war Armeearzt und hatte sein chirurgisches Examen im Jahr 1833 abgelegt. Seine Mutter war Marie Dorothea (geborene Ripperger gestorben am 2. März 1847) er hatte einen älteren Bruder Georg Stephan Bricka (5. Oktober 1842–30. Dezember 1901), der zunächst Jura und später ein philologisch-historisches Studium absolvierte und als Professor und Historiker tätig war. Getauft wurde Bricka in der St.-Petri-Kirche. Acht Jahre nach ihrem Tod der Mutter heiratete der Vater 1855 Cecilia Ammentorp (1814–1897, eine Tochter des Majors P. H. Achen). Im April 1852 wurde er eingeschult, drei Jahre später traf er auf Johannes Steenstrup, mit dem er sein ganzes Leben lang eng verbunden war.
Zum Ende seiner Schulzeit verstarb der dänische König Frederik VII. und es brach der Deutsch-Dänische Krieg aus, so dass sein Vater nach Brodersby bei Schleswig versetzt wurde. Bricka hatte bereits als Kind ein starkes Interesse an historischen Themen, während der Schulzeit war Geschichte eines seiner Lieblingsthemen und er las in seiner Freizeit historische Werke und legte eine kleine Münzsammlungen an. Er verließ die Schule mit einer Belobigung seines Geschichtslehrers und begann 1862 ein Studium der Geschichtswissenschaften, obwohl ihm sein Vater ein Studium der Philologie angeraten hatte. Das Studium an der Universität Kopenhagen beendete er 1870 mit dem Magistergrad. Im Jahr 1871 trat er eine Anstellung als Assistent in der Königlichen Bibliothek in Kopenhagen an und wurde 1882 Mitarbeiter des Geheimarchivs (Reichsarchiv), wo er 1889 zum Archivar befördert wurde und 1897 zum Reichsarchivar ernannt wurde. Brickas Interesse galt insbesondere der Biografie historischer Persönlichkeiten und der Geschichte Dänemarks im Zeitraum des 16. und 17. Jahrhunderts. So beschrieb er unter anderem das Verhältnis von Frederik II und seiner Jugendliebe (Anna Hardenberg) oder veröffentlichte gemeinsam mit Julius Albert Fridericia die Briefe König Kristians IV. in sieben Bänden (Kong Christian den fjerdes egenhaendige breve).
Bricka war zudem Mitglied der Dänischen Historischen Gesellschaft (dänisch Danske Historiske Forening) und der Gesellschaft für Geschichte des Vaterlandes (dänisch Selskabet for fædrelandets historie) und gab von 1878 bis 1897 die Historisk tidsskrift sowie seit 1883 das Danske magazin heraus. Bricka war seit dem 6. Februar 1894 Ehrenmitglied der Königlich Schwedischen Akademie der Gelehrsamkeit, Geschichte und Altertümer (schwedisch Kungliga Vitterhets Historie och Antikvitets Akademien).

## Werke (Auswahl)
Brickas wichtigstes Werk war das zunächst 19-Bändige Lexikon Dansk biografisk lexikon. Tillige omfattende Norge for tidsrummet 1537–1814, das er im Gyldendalske Boghandels forlag in Kopenhagen herausgab. Die letzten drei Bände erschienen erst nach seinem Tode und wurden von Laust Laursen und Johannes Steenstrup veröffentlicht. Das Lexikon wurde ab 1933 überarbeitet und ergänzt und wurde von Povl Engelstoft und Svend Dahl in 27 Bänden neu herausgegeben.
Er verfasste weitere historische Schriften.
- De glubende Dyrs Undergang i Nørrejylland af E. Erslev. In: Historisk Tidsskrift. Band 4, Nr. 2. Kopenhagen 1872, S. 841–860 (dänisch, tidsskrift.dk).
- Kong Frederik den Andens ungdomskjærlighed. Et historisk forsøg. B. Lunos bogtrykkeri, Kopenhagen 1873 (dänisch, archive.org).
- mit Sophus Michael Gjellerup: Den danske adel i det 16de og 17de aarhundrede: Samtidige levnetsbeskrivelser uddragne af trykte og utrykte ligprædikener. Rudolph Klein, Kopenhagen 1874, OCLC 463182366 (dänisch).
- Efterretninger om den danske flaade i efteraaret 1657. Græbes, Kopenhagen 1893, OCLC 25105530 (dänisch, Tagebücher von Peder Knudsen vom 19. September bis 3. Dezember 1657).